# Charles Elwes
Charles Elwes (* 15. Juli 1997 in Randburg, Südafrika) ist ein britischer Ruderer. 2021 gewann er die olympische Bronzemedaille und 2024 die Goldmedaille mit dem Achter, 2022 wurde er Weltmeister.

## Karriere
Elwes belegte 2013 mit dem britischen Vierer mit Steuermann den sechsten Platz bei den Junioren-Weltmeisterschaften. 2014 in Hamburg erkämpfte er in der gleichen Bootsklasse die Silbermedaille. 2015 nahm Elwes zum dritten Mal an Junioren-Weltmeisterschaften teil. Diesmal gewann er die Silbermedaille im Vierer ohne Steuermann. 2017 trat Elwes mit dem Vierer ohne Steuermann bei den U23-Weltmeisterschaften an und erhielt die Silbermedaille wie auch 2018. Nach je zwei Silbermedaillen bei Junioren- und U23-Weltmeisterschaften gewann Elwes bei den U23-Weltmeisterschaften 2019 seine erste Goldmedaille.
Nachdem britische Ruderer wegen der COVID-19-Pandemie 2020 international nicht angetreten waren, gewann Elwes 2021 mit dem britischen Achter den Titel bei den Europameisterschaften in Varese. Josh Bugajski, Jacob Dawson, Thomas George, Mohamed Sbihi, Charles Elwes, Oliver Wynne-Griffith, James Rudkin, Thomas Ford und Steuermann Henry Fieldman traten in der gleichen Besetzung auch bei den Olympischen Spielen in Tokio an. Nach einem dritten Platz im Vorlauf und einem zweiten Platz im Hoffnungslauf gewannen die Briten im Finale die Bronzemedaille mit 0,13 Sekunden Rückstand auf die zweitplatzierten Deutschen. Die Olympiasieger aus Neuseeland lagen eine Sekunde vor den Deutschen und den Briten, die viertplatzierten Ruderer aus den Vereinigten Staaten lagen eine Sekunde zurück.
2022 bei den Europameisterschaften in München gewann Elwes mit dem britischen  Achter den Titel vor den Niederländern. Einen Monat später siegten die Briten bei den Weltmeisterschaften in Račice u Štětí ebenfalls vor den Niederländern. Bei den Europameisterschaften 2023 in Bled gewann die Crew vor den Rumänen und den Niederländern. Drei Monate später bei den Weltmeisterschaften in Belgrad siegte der britische Achter vor den Niederländern und den Australiern. 2024 gewann der britische Achter bei den Europameisterschaften in Szeged mit über zwei Sekunden Vorsprung vor dem Deutschland-Achter. Drei Monate später bei den Olympischen Spielen in Paris siegten die Briten mit einer Sekunde Vorsprung vor den Niederländern. 